# Lygia Kraag-Keteldijk
Lygia Louise Irene Kraag-Keteldijk (Paramaribo, 18 juni 1941) is een Surinaams politica van de Nationale Partij Suriname (NPS).
In 1959 behaalde ze haar AMS-diploma waarna ze tot 1967 Niet-Westerse Sociologie ging studeren aan de Rijksuniversiteit Utrecht. Na een stageperiode was ze van 1969 tot 1977 werkzaam bij het in 's-Hertogenbosch gevestigde Nederlands Instituut voor Maatschappelijke Opbouw (NIMO).
Vervolgens werkte ze twee jaar voor het Surinaamse ministerie van Justitie waar zij zich bezighield met het remigratiebeleid. In 1979 stapte ze over naar het ministerie van Arbeid en van 1981 tot 1986 werkte ze weer in Nederland. Gedurende die periode was ze op het ministerie van Sociale Zaken en Werkgelegenheid belast met het remigratiebeleid voor minderheden.
In 1986 vestigde zij zich weer in Suriname waar ze wederom ging werken bij het ministerie van Arbeid. Dat jaar werd ze ook politiek actief toen ze zitting nam in van het kort daarvoor opgerichte Johan Adolf Pengel Instituut (JAPIN); het wetenschappelijk instituut van de NPS. Zeven jaar later stapte ze over naar het ministerie van Binnenlandse Zaken. In 2001 werd zij directeur Beleid van het Kabinet van de President tijdens de eerste termijn van president Ronald Venetiaan. Kraag-Keteldijk werd gezien als een vertrouweling van Venetiaan die tevens voorzitter is van de NPS.
Op 1 september 2005 werd Kraag-Keteldijk de opvolgster van Marie Levens als minister van Buitenlandse Zaken. Eerder had ze al haar Nederlandse nationaliteit opgegeven omdat volgens de Surinaamse wet personen met een hoge post geen dubbele nationaliteit mogen hebben. Dit leidde in het verleden tot problemen bij de NDP-presidentskandidaat Rabin Parmessar en voormalig minister van Sociale Zaken en Volkshuisvesting Paul Somohardjo.
Levens die ook van de NPS is, was de eerste vrouwelijke minister van Buitenlandse Zaken van Suriname. Een maand ervoor was Ramdien Sardjoe (VHP) tot vicepresident gekozen en Ronald Venetiaan tot president herkozen.